# كاثلين ريان
كاثلين ريان (بالإنجليزية: Kathleen Ryan)‏ هي ممثلة أيرلندية، ولدت في 8 سبتمبر 1922 بدبلن في جمهورية أيرلندا، وتوفيت بنفس المكان في 11 ديسمبر 1985.

## وصلات خارجية
- كاثلين ريان على موقع IMDb (الإنجليزية)
- كاثلين ريان على موقع ألو سيني (الفرنسية)
- كاثلين ريان على موقع أول موفي (الإنجليزية)
- كاثلين ريان على موقع قاعدة بيانات الأفلام السويدية (السويدية)
- كاثلين ريان على موقع إن إن دي بي (الإنجليزية)
- كاثلين ريان على موقع قاعدة بيانات الفيلم (الإنجليزية)
- كاثلين ريان على موقع كينوبويسك (الروسية)